# Линкольн, Леви
Леви Линкольн-старший (англ. Levi Lincoln Sr.; 15 мая 1749, Хингем — 14 апреля 1820, Вустер) — американский революционер, юрист и политический деятель. На протяжении своей карьеры занимал посты губернатора Массачусетс (1808—1809), вице-губернатора штата Массачусетс, генерального прокурора США при президенте Томасе Джеферсоне (1801—1805) и непродолжительное время в 1801 году исполнял обязанности государственного секретаря США.

## Биография
Линкольн родился в семье Инока Линкольна (англ. Enoch Lincoln) и Рейчел Фиринг (англ. Rachel Fearing). Отец отдал его в ученики к местному кузнецу, но отсутствие у мальчика интереса к этому делу и явный интерес к чтению привели его к зачислению в Гарвардский колледж. Он окончил обучение в 1772 году, а затем изучал право под руководством Джозефа Хоули в Нортгемптоне. Когда новости о сражениях при Лексингтоне и Конкорде достигли Нортгемптона, он записался на военную службу, но прослужил недолго в ополчении Кембриджа, приняв участие в осаде Бостона.
Вернувшись в Нортгемптон, Линкольн был принят в коллегию адвокатов. Он основал практику в Вустере в 1775 году, где его бизнес процветал, потому что большинство юристов Вустера были лоялистами и бежали в Бостон. С 1775 по 1781 год он служил клерком в суде и судьей по завещаниям округа Вустер. В 1790-е годы занимал различные посты в Вустере. В 1779 году был избран в конвент штата для составления конституции Массачусетса. В эти годы Линкольн приобрёл известность, став одним из крупнейших землевладельцев в Вустере. Он был составителем устава Американской академии искусств и наук в 1780 году.
В 1781 году Линкольн был одним из адвокатов (другим был адвокат из Нортгемптона и будущий губернатор Калеб Стронг), которые работали над серией судебных дел, связанных с Квоком Уокером, бывшим рабом, претендующим на свободу. В одном из случаев, Содружество Массачусетс против Натаниэля Дженнисона, было твёрдо установлено, что рабство несовместимо с новой конституцией штата. Хотя решение судьи Уильяма Кушинга основывалось на формулировке государственной конституции «все люди рождаются свободными и равными», Линкольн в своих аргументах вместо этого обратился к естественному праву и к закону Бога. Он также был избран в Континентальный конгресс в 1781 году, но отказался от должности. Линкольн был избран в Палату представителей Массачусетса в 1796 году, а также в Палату представителей и в Сенат штата в 1797 году; он решил заседать в Сенате.
Поначалу Линкольн немного симпатизировал федералистам, но позднее стал более тесно связан с Демократическо-республиканской партией Джефферсона. Он неоднократно баллотировался на выборы в Палату представителей Соединённых Штатов в 1790-х годах, каждый раз проигрывая Федералисту Дуайту Фостеру. Фостер был избран в Сенат на специальных выборах в начале 1800 года, освободив своё место в Палате; после серии специальных выборов Линкольн занял это кресло в декабре 1800 года. Его служба в Палате представителей была краткой: 5 марта 1801 года президент Джефферсон назначил его генеральным прокурором, пост, который он занимал до марта 1805 года. Выбор Джефферсона в пользу Линкольна был поддержан его ближайшим советником и секретарём казначейства Альбертом Галлатином, который назвал Линкольна «хорошим адвокатом, прекрасным знатоком, человеком великого благоразумия и здравого смысла» и «решительным республиканцем».
Новый генеральный прокурор проводил большую часть своего времени в Вустере, продвигая демократическо-республиканское дело. В дополнение к распределению федеральных патронажных долларов он часто сообщал Джефферсону о политических настроениях в Новой Англии и отстаивал позиции республиканцев в газетах. В 1801 году он основал газету National Aegis, посвященную продвижению республиканских аргументов и противодействию позициям федералистов, напечатанным в других изданиях в Массачусетсе. За годы своей работы в качестве генерального прокурора демократические республиканцы успешно овладели большинством политического истеблишмента Вустера, хотя большая часть штата Массачусетса (включая округ Вустер) оставалась в целом федералистской. Линкольн регулярно критиковал федералистов за политизацию духовенства.
Когда Джефферсон занял пост президента, он постарался как можно быстрее сформировать кабинет. Он попросил Джеймса Мэдисона быть его государственным секретарем, однако Мэдисон не смог прибыть в Вашингтон до 1 мая 1801 года из-за болезни. Тогда Джефферсон попросил Линкольна временно занять место государственного секретаря, что он и сделал с 5 марта 1801 года, пока Мэдисон не приступил к своим обязанностям 2 мая. Линкольн принимал участие в знаменитом деле Мэрбэри против Мэдисона.
В течение 1790-х годов политики и земельные спекулянты из Джорджии совершили мошеннические и коррумпированные продажи земли в районе, который сейчас является большой частью Алабамы и Миссисипи. Когда мошенничество было раскрыто в 1795 году, это вызвало значительный общественный резонанс, и законодательство Джорджии, разрешающее продажи, было отменено. Это привело к множеству претензий и судебных разбирательств, поскольку в ряде случаев земля впоследствии перепродавалась не подозревающим третьим сторонам. Президент Джефферсон в конечном итоге учредил комиссию из трёх человек для разрешения противоречащих друг другу требований, связанных с мошенничеством. Линкольн был назначен в эту комиссию, которая разработала законы для решения проблемы. Комиссия также отвечала за документирование и отчётность о характере и масштабах мошенничества.
В 1801 году берберские пираты начали атаковать и захватывать американские торговые суда. На заседании кабинета министров, состоявшемся в начале 1801 года для формулирования ответных действий, было предложено, чтобы президент объявил войну Триполи, с чьей территории действовали разбойники. Линкольн отметил, что только Конгресс имеет право объявлять войну, но остальная часть кабинета была намерена предпринять какие-нибудь действия. Вопрос был отложен до мая 1801 года, когда кабинет министров проголосовал за отправку военно-морской эскадры в этот район для защиты торговых интересов страны. Джефферсон никогда не просил или не получал от Конгресса официального разрешения вести военные действия против берберов.
Когда Наполеон предложил французскую территорию Луизиану Соединённым Штатам в 1802 году, Джефферсон был обеспокоен политическими последствиями приобретения такой большой территории, а также возможным отсутствием конституционных полномочий для покупки. Чтобы обойти эти проблемы, Линкольн сделал новое предложение о том, что эта территория может быть приобретена путем расширения границ существующего штата, осуществляющего покупку, которая не требует конституционной поправки. Это предложение было отклонено Джефферсоном и его другими советниками, и покупка была в конечном счёте произведена, несмотря на сложный конституционный вопрос.
В 1804 году Линкольн сообщил Джефферсону, что по личным причинам он покинет должность генерального прокурора. Его отставка официально состоялась 3 марта 1805 года.
Вернувшись в Массачусетсе, Линкольн снова стал активным в политике штата. Он был членом Совета губернатора в 1806 году и был выбран на следующий год в качестве кандидата на должность вице-губернатора. Демократо-республиканцы выдвинули кандидатуру Джеймса Салливана на пост губернатора, но, поскольку радикалы в партии не доверяли умеренному Салливану, они смогли обеспечить место Линкольну в билете. Федералисты были возмущены, утверждая, что Салливан был лишь пешкой, и что его скоро заменит «Якобинец Линкольн» - человек, который так мало известен и настолько непопулярен, что известно, что они не осмеливаются выставить его как кандидата». Выборы оказались удачными для партии Линкольна, которая получила контроль над всем правительством штата. Салливан и Линкольн были переизбраны в 1808 году, но Салливан умер в декабре 1808 года, и Линкольн стал исполняющим обязанности губернатора. На этих должностях он продолжал активно поддерживать политику президента Джефферсона, несмотря на их растущую непопулярность у федералистов и деловых кругов штата.
Линкольн баллотировался на пост губернатора в 1809 году, но ему, как считали, недоставало харизмы Салливана. Его поддержка экономической политики Джефферсона, особенно в том, что касается эмбарго на торговлю с Великобританией и Францией (которые тогда были втянуты в наполеоновские войны), была дорогостоящей. Федералисты, которые восстановили контроль над парламентом штата Массачусетс в 1808 году, критиковали его заявления в поддержку Джефферсона, и он проиграл выборы Кристоферу Гору, на фоне полного захвата Федералистами правительства штата Массачусетс (отмена администрации Джефферсона эмбарго перед выборами не возымела действия).
Линкольн снова был избран в Совет губернатора в 1810 и 1811 годах. В 1811 году президент Джеймс Мэдисон предложил ему должность судьи Верховного суда, но он отказался из-за проблем со зрением. Линкольн удалился в своё поместье в Вустере, где он проявил большой интерес к земледелию; его увлечение научными разработками, связанными с сельским хозяйством, получило широкое признание, и он стал первым президентом Общества сельского хозяйства Вустера, основанного в 1818 году.
В 1812 году Линкольн стал одним из основателей Американского антикварного общества вместе с сыном Леви Линкольном-младшим.

## Семья
В 1781 году Леви Линкольн женился на Марте Уолдо (англ. Martha Waldo; 1761—1828) из Вустера, от брака с которой имел десять детей (трое из которых умерли в младенчестве). Двое из его сыновей также стали губернаторами американских штатов: старший — Леви (1782—1868) — губернатором штата Массачусетс, Инок (1788—1829) — губернатором штата Мэн.
Линкольн был отдалённо связан с Авраамом Линкольном, шестнадцатым президентом США. Их общий дальний родственник, Сэмюэл Линкольн, поселился в Хингеме в XVII веке.